# Brigadespähzug

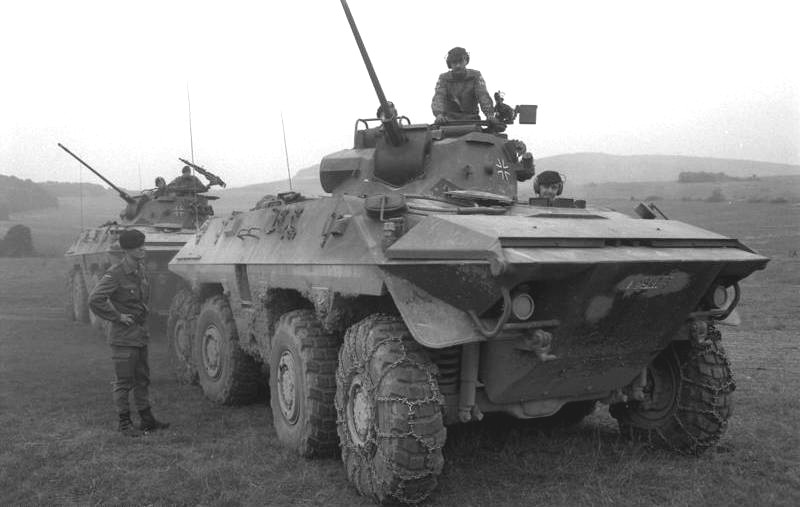
Spähpanzer Luchs, das Gefechtsfahrzeug der Brigadespähzüge

Der Brigadespähzug (BrigSpähZg) war ein gesonderter Verband der Panzeraufklärungstruppe im Heer der Bundeswehr. In Friedenszeiten war er den jeweiligen Kompanien des Panzeraufklärungsbataillons als IV. Zug unterstellt, im V-Fall aus diesem Unterstellungsverhältnis herausgelöst und der Stabskompanie der übergeordneten Brigade bzw. Division zugeteilt. Im Laufe der Geschichte der Bundeswehr war der BrigSpähZg mehreren strukturellen Wandlungen unterworfen.

## Auftrag
Die Brigadespähzüge wurden in Friedenszeiten in einem hohen Alarmierungszustand (betankt und aufmunitioniert) gehalten, um auf eine äußere Bedrohung möglichst schnell reagieren zu können. Ihr Auftrag bestand in der Spähaufklärung im Rahmen der Brigade. Somit waren sie in der Regel weit vor dem VRV (Vorderer Rand der Verteidigung) der eigenen Stellungstruppe eingesetzt und gehörten zu den ersten Einheiten, die Fühlung mit dem Feind aufnehmen sollten.

## Gliederung
- 4 leichte Spähtrupps (l SpähTrp) mit Spähpanzer Luchs

## Liste der ehemaligen BrigSpähZg (Heeresstruktur IV)
- BrigSpähZg 1 – IV. Zg 2./PzAufklBtl 1 Braunschweig – Panzergrenadierbrigade 1
- BrigSpähZg 2 – IV. Zg 3./PzAufklBtl 1 Braunschweig – Panzerbrigade 2
- BrigSpähZg 3 – IV. Zg 4./PzAufklBtl 1 Braunschweig – Panzerbrigade 3

- BrigSpähZg 4 – IV. Zg 2./PzAufklBtl 2 Hessisch Lichtenau – Panzergrenadierbrigade 4
- BrigSpähZg 5 – IV. Zg 3./PzAufklBtl 2 Hessisch Lichtenau – Panzergrenadierbrigade 5
- BrigSpähZg 6 – IV. Zg 4./PzAufklBtl 2 Hessisch Lichtenau – Panzerbrigade 6

- BrigSpähZg 7 – IV. Zg 2./PzAufklLehrBtl 3 Lüneburg – Panzergrenadierbrigade 7
- BrigSpähZg 8 – IV. Zg 3./PzAufklLehrBtl 3 Lüneburg – Panzerbrigade 8
- BrigSpähZg 9 – IV. Zg 4./PzAufklLehrBtl 3 Lüneburg – Panzerlehrbrigade 9

- BrigSpähZg 10 – IV. Zg 2./PzAufklBtl 4 Roding – Panzergrenadierbrigade 10
- BrigSpähZg 11 – IV. Zg 3./PzAufklBtl 4 Roding – Panzergrenadierbrigade 11
- BrigSpähZg 12 – IV. Zg 4./PzAufklBtl 4 Roding – Panzerbrigade 12

- BrigSpähZg 13 – IV. Zg 2./PzAufklBtl 5 Sontra – Panzergrenadierbrigade 13
- BrigSpähZg 14 – IV. Zg 3./PzAufklBtl 5 Sontra – Panzerbrigade 14
- BrigSpähZg 15 – IV. Zg 4./PzAufklBtl 5 Sontra – Panzerbrigade 15

- BrigSpähZg 16 – IV. Zg 2./PzAufklBtl 6 Eutin – Panzergrenadierbrigade 16
- BrigSpähZg 17 – IV. Zg 3./PzAufklBtl 6 Eutin – Panzergrenadierbrigade 17
- BrigSpähZg 18 – IV. Zg 4./PzAufklBtl 6 Eutin – Panzerbrigade 18

- BrigSpähZg 19 – IV. Zg 2./PzAufklBtl 7 Augustdorf – Panzergrenadierbrigade 19
- BrigSpähZg 20 – IV. Zg 3./PzAufklBtl 7 Augustdorf – Panzerbrigade 20
- BrigSpähZg 21 – IV. Zg 4./PzAufklBtl 7 Augustdorf – Panzerbrigade 21

- BrigSpähZg 22 – IV. Zg 2./GebPzAufklBtl 8 Freyung – Panzergrenadierbrigade 22
- BrigSpähZg 23 – IV. Zg 3./GebPzAufklBtl 8 Freyung – Gebirgsjägerbrigade 23
- BrigSpähZg 24 – IV. Zg 4./GebPzAufklBtl 8 Freyung – Panzerbrigade 24
- BrigSpähZg 56 – IV. Zg 4./GebPzAufklBtl 8 Freyung –  Heimatschutzbrigade 56

- BrigSpähZg 28 –  IV. Zg 2./PzAufklBtl 10 Ingolstadt – Panzerbrigade 28
- BrigSpähZg 29 – IV. Zg 3./PzAufklBtl 10 Ingolstadt – Panzerbrigade 29
- BrigSpähZg 30 – IV. Zg 4./PzAufklBtl 10 Ingolstadt – Panzergrenadierbrigade 30

- BrigSpähZg 31 – IV. Zg 2./PzAufklLehrBtl 11 Munster – Panzergrenadierbrigade 31
- BrigSpähZg 32 – IV. Zg 3./PzAufklLehrBtl 11 Munster – Panzergrenadierbrigade 32
- BrigSpähZg 33 – IV. Zg 4./PzAufklLehrBtl 11 Munster – Panzerbrigade 33

- BrigSpähZg 34 – IV. Zg 2./PzAufklBtl 12 Ebern – Panzerbrigade 34
- BrigSpähZg 35 – IV. Zg 3./PzAufklBtl 12 Ebern – Panzergrenadierbrigade 35
- BrigSpähZg 36 – IV. Zg 4./PzAufklBtl 12 Ebern – Panzerbrigade 36